# Montezumina ocularis
Montezumina ocularis är en insektsart som först beskrevs av Henri Saussure och Francois Jules Pictet de la Rive 1898.  Montezumina ocularis ingår i släktet Montezumina och familjen vårtbitare. Inga underarter finns listade i Catalogue of Life.